# Frédéric Auguste Zuberbühler
Frédéric Auguste Zuberbühler (* 15. April 1796 in Le Locle; † 18. April 1866 ebenda) war ein Schweizer Politiker. Von 1854 bis 1857 gehörte er dem Nationalrat an.

## Biografie
Der Sohn eines Gutsbesitzers und Uhrenfabrikanten absolvierte in Le Locle eine Lehre als Uhrmacher, bis 1848 war er als Uhrenhändler tätig. 1853 war er beim Edelmetallkontrollamt für die Kontrolle des Feingehalts zuständig, ab 1856 war er Richter beim Bezirksgericht in Le Locle. Zuberbühler vertrat radikalliberale Ansichten und sass ab 1831 im corps législatif, dem neu eingeführten Parlament des preussischen Fürstentums Neuenburg. Nach der Revolution im März 1848 und der Absetzung der Regierung von Statthalter Ernst von Pfuel war er Mitglied des provisorischen Verwaltungskomitees für Justiz und Polizei.
Zuberbühler gehörte 1848 dem Verfassungsrat an, im selben Jahr wurde er in den Neuenburger Grossen Rat gewählt, dem er bis 1852 und erneut von 1857 bis 1865 angehörte. Zusätzlich war er von 1850 bis 1860 Abgeordneter des Generalrates, der Legislative von Le Locle. Er kandidierte mit Erfolg bei den Nationalratswahlen 1854 und setzte sich in der Folge für den Bau der Eisenbahnlinie Jura industriel ein. 1857 verzichtete er auf die Wiederwahl.